# 古市検車区
古市検車区（ふるいちけんしゃく）は、大阪府羽曳野市にある近畿日本鉄道の車両基地。

## 概要
南大阪線古市駅の南西に設置された車両基地で、南大阪線・長野線・吉野線・御所線・道明寺線を含む南大阪線系統を走行する全ての車両が所属する。電略記号は「フル」。
かつては全般検査・重要部検査を行う工場も併設していたが、1982年に高安工場（大阪線）・玉川工場（奈良線・京都線）とともに五位堂検修車庫に統合されて廃止された（高安工場については、一部機能を高安検修センターとして残している）。
当検車区の配下には、併設の古市車庫（留置能力110両）と、天美車庫（留置能力58両、河内天美駅隣接、大阪府松原市）、六田車庫（留置能力29両、吉野線六田駅隣接、奈良県吉野郡大淀町）があり、天美車庫は主に特急車の折り返し整備と列車検査を担当している。このうち天美車庫はかつては同車庫に配置していた編成もあったが、後に配置車両がなくなり、南大阪線所属車両は全車両が当検車区の配置となっている。

## 所属形式
2019年4月1日現在の配置系列と在籍車両数は以下の通り。
特急車両
- 16000系（計8両。廃車済の初期車は天美検車区から転属）
- 16010系（計2両）
- 16200系青の交響曲（計3両）
- 16400系ACE（計4両）
- 16600系Ace（計4両）
- 26000系さくらライナー（計8両）

一般車両
- 6020系（計86両）
- 6200系（計38両）
- 6400系（計66両、ワンマン仕様車の6432系10本20両含む）
- 6600系（計8両）
- 6620系（計28両)
- 6820系（シリーズ21、計4両）

## 過去の配置系列
一般車両
- 6900系・6000系
- 6800系
  - （いずれもラビットカー。6800系と6900系は天美検車区から転属）